# Utente sconosciuto
Utente sconosciuto (Chasing the Dime) è un romanzo poliziesco dello scrittore statunitense Michael Connelly pubblicato nel 2002.
Il libro è stato tradotto in polacco, turco, russo, sloveno, italiano e altre lingue.

## Trama
Henry Pierce è un chimico, fondatore della società "Amedeo Technologies". Sta lavorando ad un progetto che potrebbe cambiare il destino dell'umanità. Un progetto segreto riguardante le biotecnologie. Henry si è lasciato da poco (a causa della sua ossessione per il lavoro) con la compagna con la quale conviveva e ha appena cambiato casa. Gli viene assegnato un nuovo numero telefonico, ma ascoltando la segreteria telefonica, già dal primo giorno, si rende conto che ci sono molti messaggi indirizzati ad un'altra persona: una certa Lilly. Istigato da queste strane telefonate, fatte da molti uomini, Henry inizia ad indagare sulla ragazza che in realtà è scomparsa da alcuni mesi. Si ritrova a percorrere un campo minato fatto di siti porno e prostitute. Quando si rende conto di essersi spinto troppo oltre, è ormai tardi. Viene accusato di omicidio e rischia di perdere il più grande affare della sua vita e della sua società.

## Edizioni in italiano
- Michael Connelly, Utente sconosciuto: thriller, traduzione di Gianna Lonza, Casale Monferrato: Piemme, 2005
- Michael Connelly, Utente sconosciuto, traduzione di Gianna Lonza, Milano: Mondadori, 2010